# فناوری و جامعه
اصطلاحات جامعه، فناوری و زندگی یا فناوری و فرهنگ به وابستگی متقابل، هم وابستگی یا تأثیر مشترک و تولید مشترک فناوری و جامعه بر یکدیگر اشاره دارد. شواهدی برای این هم افزایی از زمانی که بشریت برای اولین بار شروع به استفاده از ابزارهای ساده کرد، یافت شده. روابط متقابل بین فناوری و جامعه ادامه یافته‌است زیرا فناوری‌های مدرن مانند ماشین چاپ و رایانه به شکل‌گیری جامعه کمک کرده‌اند. اولین رویکرد علمی به این رابطه با توسعه tektology، "علم سازمان‌دهی (science of organization)"، در اوایل قرن بیستم و در امپراتوری روسیه رخ داد. در دانشگاه‌های مدرن، مطالعه بین رشته‌ای تأثیرات متقابل علم، فناوری و جامعه را مطالعات علم و فناوری می‌نامند.
ساده‌ترین شکل فناوری توسعه و استفاده از ابزارهای اساسی است. اکتشافات انسان در ماقبل تاریخ در مورد چگونگی کنترل آتش و انقلاب نوسنگی بعدی منابع غذایی موجود را افزایش داد و اختراع چرخ به انسان کمک کرد تا در محیط خود سفر کرده و آن را کنترل کند. تحولات در دوران تاریخی موانع فیزیکی برای ارتباطات را کاهش داده و به انسان‌ها اجازه داده‌است تا آزادانه در مقیاس جهانی با کمک ماشین چاپ، تلفن و اینترنت تعامل داشته باشند.
فناوری اقتصادهای پیشرفته ای مانند اقتصاد جهانی مدرن را توسعه داده و منجر به ظهور طبقه اجتماعی به نام طبقه فراغت (leisure class) شده که وقت کافی برای به فراغت گذراندن دارد. بسیاری از فرآیندهای فناوری محصولات جانبی به نام آلودگی تولید می‌کنند و منابع طبیعی را به ضرر محیط زیست زمین تخلیه می‌کنند. نوآوری‌ها بر ارزش‌های جامعه تأثیر می‌گذارند و سؤالات جدیدی را در اخلاق فناوری مطرح می‌کنند. به عنوان مثال می‌توان به ظهور مفهوم بازده از نظر بهره وری انسانی و چالش‌های اخلاق زیستی اشاره کرد.
بحث‌های فلسفی در مورد استفاده از فناوری با اختلاف نظر در مورد اینکه آیا فناوری وضعیت انسان را بهبود می‌بخشد یا بدتر می‌کند، به وجود آمده‌است. نئولادیسم، آنارکو-ابتدایی گرایی (anarcho-primitivism)، و جنبش های ارتجاعی مشابه، فراگیر بودن فناوری را مورد انتقاد قرار می‌دهند و استدلال می‌کنند که این فناوری است که به محیط زیست آسیب می‌زند و مردم را از خود بیگانه (از منظر اجتماعی) می‌کند. با این حال، طرفداران ایدئولوژی‌هایی مانند فرابشریت‌گرایی و تکنو-پیشرفت‌گرایی (techno-progressivism)، ادامه پیشرفت تکنولوژیک را برای جامعه و شرایط انسانی مفید می‌دانند.

### استنادات درون خطی
1. ↑  Gare, Arran (November 2000). "Aleksandr Bogdanov and Systems Theory". Democracy & Nature (به انگلیسی). 6 (3): 341–359. doi:10.1080/10855660020020230. {{cite journal}}: |hdl-access= requires |hdl= (help)

### انگلیسی زبان
- علم، فناوری و جامعه: مجله دانشگاهی بین‌المللی بایگانی‌شده  در ۲۰ نوامبر ۲۰۱۶ توسط Wayback Machine
- دانشمندان برای مسئولیت جهانی
- کتب و مقالات مجلات دانشگاهی فناوری و جامعه
- بررسی کتاب‌های فناوری و جامعه بایگانی‌شده  در ۲۱ دسامبر ۲۰۱۹ توسط Wayback Machine
- مؤسسه لوکا بایگانی‌شده  در ۱۷ دسامبر ۲۰۱۴ توسط Wayback Machine
- آتلانتیس نو: مجله دانشگاهی فناوری و جامعه
- اتحادیه دانشمندان نگران